# Ferrovia Livorno-Collesalvetti
La ferrovia Livorno-Collesalvetti era una linea ferroviaria italiana aperta all'esercizio nel 1863 e chiusa nel 1966, riconvertita dal 2008 come raccordo merci per l'interporto Amerigo Vespucci.
È prevista la riattivazione dell'intera linea per collegare il porto di Livorno direttamente alla Ferrovia Pisa-Vada.

## Storia

### Apertura
La linea venne attivata il 20 ottobre 1863 come parte del percorso originario della "ferrovia Maremmana", che partendo da Livorno raggiungeva Collesalvetti per poi procedere verso sud in direzione di Cecina e Follonica. A partire dal 1867, anno in cui fu connessa direttamente con Roma, la ferrovia Maremmana assunse un'importanza strategica nello spostamento di passeggeri e merci tra l'Italia settentrionale e la futura capitale del Regno d'Italia.
Il 1º aprile 1874 entrò in servizio un nuovo binario che collegava Pisa a Collesalvetti, consentendo ai treni che circolavano sulla ferrovia Maremmana di risparmiare tempo eludendo un regresso nella stazione di Livorno San Marco. Di fatto, l'apertura del tronco Pisa-Collesalvetti declassò la tratta Livorno-Collesalvetti a linea secondaria dedicata quasi esclusivamente allo smistamento delle merci provenienti dal porto di Livorno.

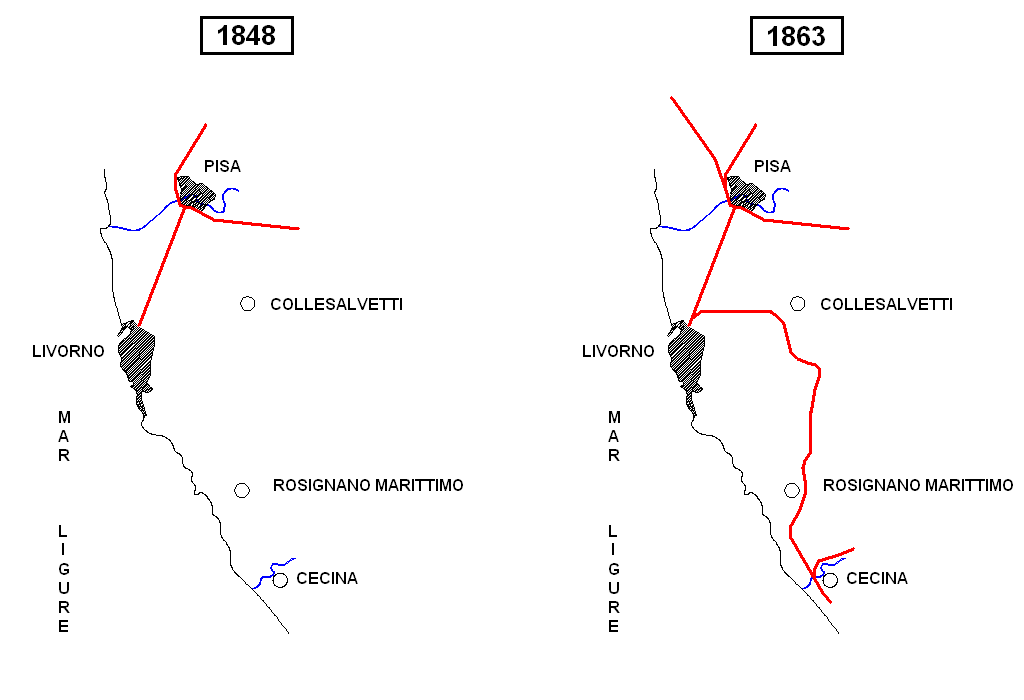
Rete ferroviaria in Maremma 1848-1863
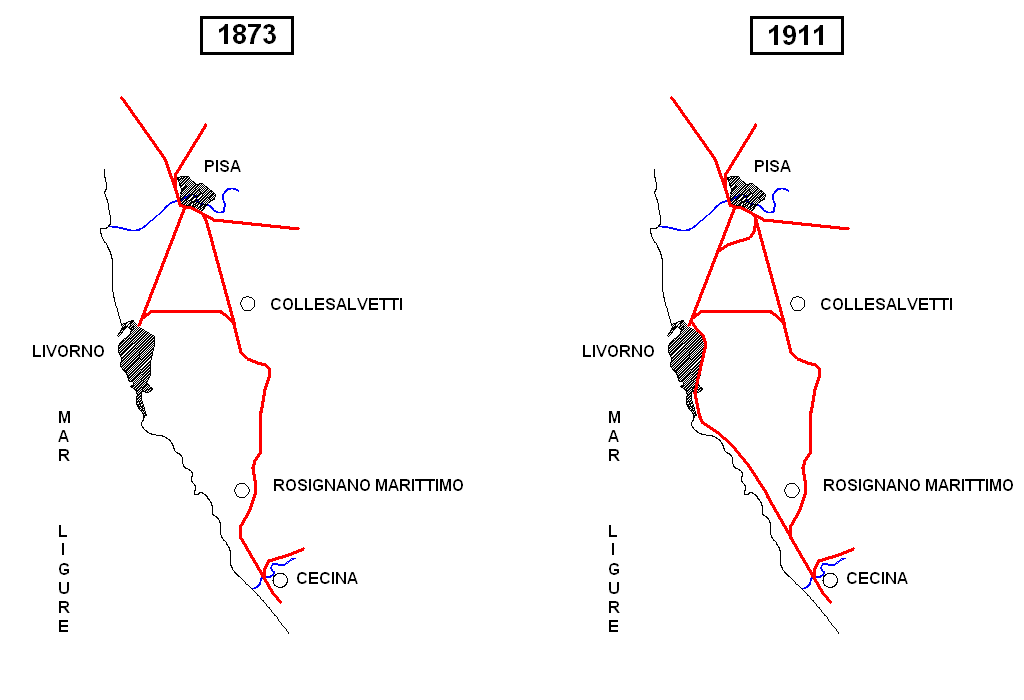
Rete ferroviaria in Maremma 1873-1911

### Declino e chiusura
L'isolamento di Livorno dalla direttrice nazionale provocò da subito il malumore della città labronica, che fu risolto nel 1910 con l'inaugurazione, al termine di cinque anni di lavori, di una nuova linea ferroviaria che, partendo dalla stazione di Livorno Centrale, seguiva l'andamento del litorale tirrenico fino a congiungersi alla ferrovia Maremmana all'altezza di Vada, frazione del comune di Rosignano Marittimo. Più breve, moderna e veloce del tracciato interno, la linea costiera soppiantò la ferrovia Pisa-Vada ed eclissò totalmente la linea Livorno-Collesalvetti, sottraendole la quasi totalità del traffico merci.

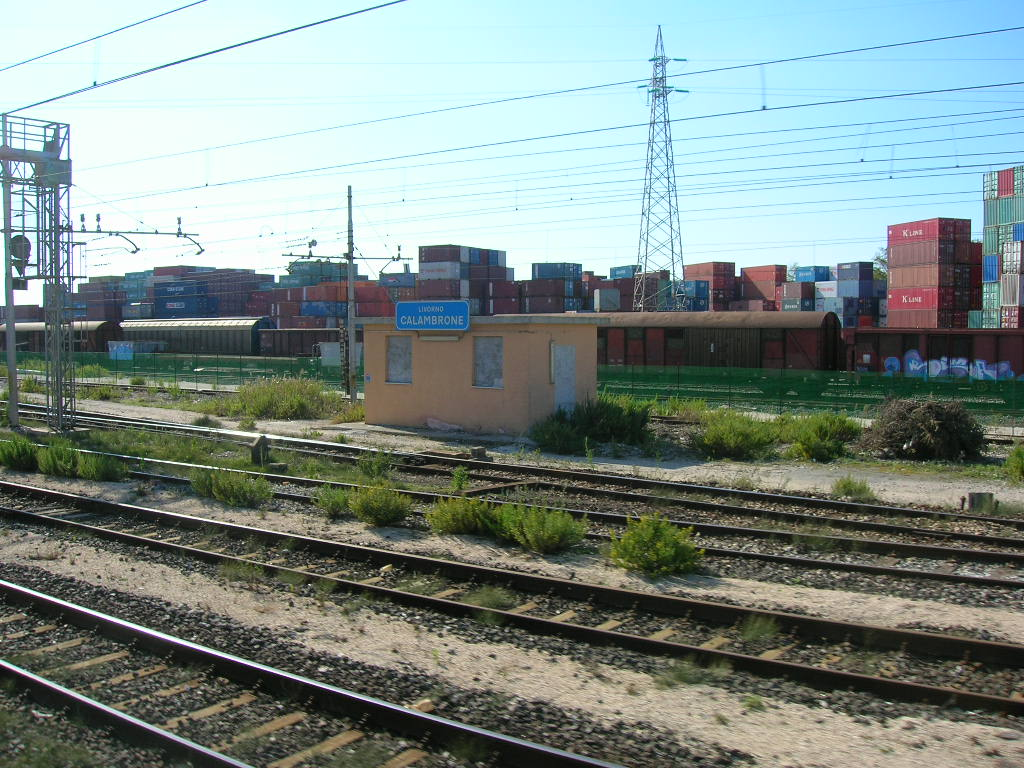
Il raccordo merci a Livorno Calambrone

Il servizio passeggeri sul binario per Collesalvetti, ridotto a un ambito prettamente locale, sopravvisse fino al 1966, quando la scarsa affluenza e la forte concorrenza del trasporto su gomma ne causarono la definitiva cessazione. Il servizio venne definitivamente sospeso il 2 settembre 1966 e dopo tre anni la linea fu ufficialmente soppressa. La linea non fu smantellata in quanto rimase in attività fino al 1996, come raccordo merci, a servizio delle Officine Meccaniche CMF. Le rotaie furono in parte smantellate nel tratto compreso fra le stazioni di Guasticce e Collesalvetti e le infrastrutture lungo la linea vennero demolite e le stazioni riconvertite ad altri usi.

### Raccordo ferroviario per l'Interporto Amerigo Vespucci
L'attivazione negli anni Duemila dell'interporto toscano "Amerigo Vespucci" in località Guasticce, frazione di Collesalvetti, ha restituito importanza alla ferrovia Livorno-Collesalvetti, parzialmente recuperata per permettere, a partire dal 2007, lo spostamento su rotaia di merci fra il porto di Livorno e l'interporto che è stato riattivato il 1º agosto 2008.

### Futura riattivazione della linea
Il 12 dicembre 2019 è stato firmato un protocollo d'intesa per la progettazione e realizzazione di un raccordo merci che, ricalcando il percorso della linea Livorno-Collesalvetti, colleghi nuovamente il porto di Livorno alla ferrovia Pisa-Vada presso Vicarello. L'opera è stata inserita nel Contratto di Programma RFI 2022-2026 e permetterà una migliore movimentazione delle merci fra il porto labronico, l'interporto di Guasticce e il corridoio Scandinavo-Mediterraneo. Contestualmente è stata avviata la costruzione di uno scavalco ferroviario a nord di Livorno, che connetterà direttamente porto e interporto sovrappassando la ferrovia Leopolda, il cui completamento è previsto per il 2024.

## Caratteristiche
| Continuation backward |

| Station on track |

| Unknown route-map component "SPLa" |

| Unknown route-map component "vSTR-DST" | Unknown route-map component "exKBHFa" |  |

| Unknown route-map component "vSTRl-" + Unknown route-map component "v-STRl" | Unknown route-map component "xABZgxr+r" |  |

| Non-passenger station/depot on track |

| (0+000)   |
| ± 330+700 |

|  | Unknown route-map component "ABZgl" | Unknown route-map component "CONTfq" |

| Unknown route-map component "eHST" |

| (± 2+400) |
| ± 328+300 |

|  | Unknown route-map component "ABZgl" | Unknown route-map component "KINTeq" |

| Unknown route-map component "exKINTaq" | Unknown route-map component "eABZgr" |  |

| Unknown route-map component "eHST" |

| (± 6+600) |
| ± 324+100 |

| Unknown route-map component "ENDExe" |

| Unknown route-map component "exhKRZWae" |

| Unknown route-map component "exhKRZWae" |

| Unknown route-map component "exHST" |

| (± 10+100) |
| 320+612    |

|  | Unknown route-map component "xABZg+l" | Unknown route-map component "CONTfq" |

| Non-passenger station/depot on track |

| (± 13+200) |
| 317+464    |

| Continuation forward |

La linea, parte del primo collegamento ferroviario tra la Toscana e Roma di cui manteneva il chilometrico della Ferrovia Tirrenica, originariamente prendeva avvio nella stazione di testa di Livorno San Marco e solo nel 1910, in seguito all'attivazione della stazione passante di Livorno Centrale, quest'ultima ne divenne il capolinea.
Dal 2008, in seguito alla parziale riapertura della linea, il tracciato si sviluppa tramite un binario semplice non elettrificato a partire dallo scalo di Livorno Calambrone.

### Percorso
La ferrovia ha inizio presso lo scalo merci di Livorno Calambrone, dove si allontana dalla ferrovia Leopolda in direzione di Pisa piegando verso est e dirigendosi verso l'entroterra toscano. Superata la dismessa fermata di Stagno, la linea corre a poche centinaia di metri dall'interporto toscano "Amerigo Vespucci", che raggiunge mediante un breve raccordo. Il binario sopravvive fino alla fermata di Guasticce, da dove un tempo la ferrovia assumeva un andamento curvilineo e raggiungeva la fermata di Nugola-Berte attraversando la valle del fiume Tora, che intersecava due volte nel suo tragitto. Dopo circa 10 km di percorso, la linea si affiancava alla ferrovia Pisa-Vada a ridosso della stazione di Collesalvetti, con il binario orientato in direzione di Vada.

#### Scavalco di Livorno
Una volta realizzato il cosiddetto scavalco di Livorno, l'infrastruttura migliorerà i collegamenti tra porto di Livorno e interporto senza interessare l'impianto ferroviario di Livorno Calambrone, eliminando le interferenze sulla linea Tirrenica e rendendo di conseguenza possibile l’implementazione della funzione di retroporto del centro intermodale di Guasticce. Il nuovo tracciato prevede la costruzione di un tratto di linea di 1580 m, la cui opera più signicativa è rappresentata dallo scavalco della linea Pisa-Roma, mediante un viadotto metallico costituito da 14 campate di luce massima pari a 36 metri per uno sviluppo complessivo di circa 350 metri. Il nuovo collegamento sarà gestito mediante un apparato dedicato con tecnologia ACC in grado di interfacciarsi con la rete nazionale gestita da RFI.

## Traffico
Dopo la chiusura del 1966, l'unica tipologia di traffico è stata quella del raccordo merci. Dal 2008 sono previsti due treni giornalieri per un totale di dieci convogli settimanali a servizio dell'Interporto toscano Amerigo Vespucci: nel 2017 sono arrivati e partiti 424 treni, nel 2022 invece sono stati movimentati 262 convogli.